# Новая Берёзовка (Княгининский район)
Но́вая Берёзовка — деревня в Княгининском районе Нижегородской области. Входит в состав Возрожденского сельсовета

## География
Деревня находится на расстоянии примерно 16 км (по прямой) к юго-восток от города Княгинино, административного центра района.

### Часовой пояс
Деревня Новая Берёзовка, как и вся Нижегородская область, находится в часовой зоне МСК (московское время). Смещение применяемого времени относительно UTC составляет +3:00.

## Население
| 2002 | 2010 |
| ---- | ---- |
| 0    | →0   |